# Pietro Ronzoni
Pietro Ronzoni (Sedrina, 28 de noviembre de 1781 – Bérgamo, 29 de abril de 1862) fue un pintor y artista italiano.

## Biografía
Ronzoni estudió en la Accademia Carrara de Bérgamo, para completar luego su formación en Roma, bajo la guía del paisajista mantovano Luigi Campovecchio. Conoció a Angelica Kauffmann y a Antonio Canova y estrechó amistad con numerosos artistas, entre los cuales podemos citar a Pelagio Palagi, Martin Verstappen o Hendrik Voogd. Tras la desaparición de su maestro, Ronzoni se hace seguidor y amigo de François Marius Granet.
En 1809 vuelve a Bérgamo, donde trabaja como escenógrafo; ejecuta diversas obras al óleo de ciudades y paisajes, pero predomina aún una inspiración del arte clásico. Fue nombrado profesor de la Accademia Carrara, entonces dirigida de Giuseppe Diotti, al que le unió una profunda amistad.
En 1815 se trasladó a Verona, afirmándose como paisajista de éxito.
Hacia 1840 su pintura, influida hasta el momento por los paisajistas franceses, se renueva y cambia hacia una mayor importancia de la atmósfera con una líneas suaves. Esta producción madura se acerca por un lado a la estética de Giuseppe Canella y por otro a la pintura innovadora de Piccio.
La única exposición en la que participa es la Primera Exposición Italiana, que tuvo lugar en 1861 en la ciudad de Florencia, mientras deserta sistemáticamente de las exposiciones de la Academia braidensi.

## Obras

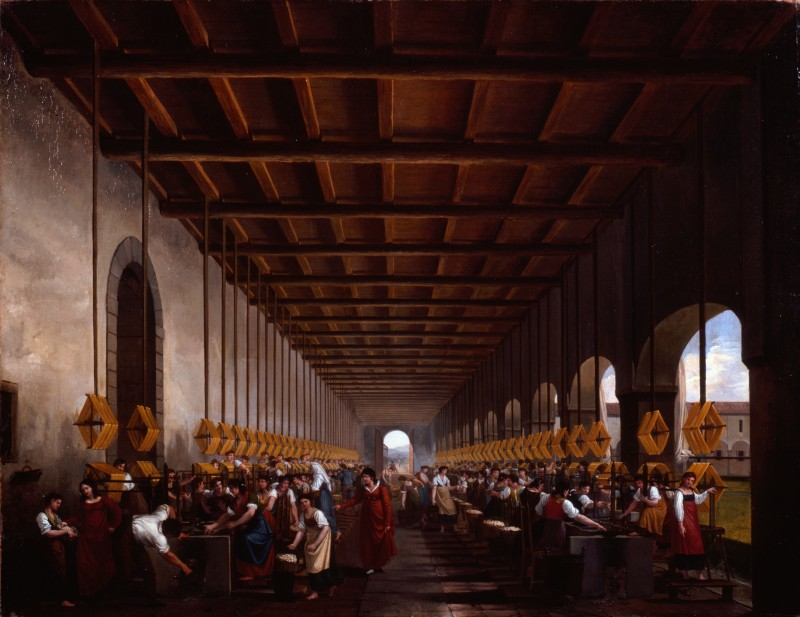
Filanda en el bergamasco, 1825 ca.
(Fundación Cariplo)

- Libro dei disegni tratti dal vero in Roma e dintorni (1806) (Accademia Carrara, Bérgamo)
- Paesaggio con ponte (1814)
- Casa Canonici (1817)
- Paesaggio con viandanti in preghiera
- Interno di chiesa

## Otros proyectos
- Wikimedia Commons contiene immagini o altri file su Pietro Ronzoni